# Paul Vachon
Pour les articles homonymes, voir Vachon.
Paul Vachon, né le 7 octobre 1937 à Montréal (Québec) et mort le 29 février 2024 à Richmond (Vermont), aussi connu sous le surnom de Butcher Vachon, est un lutteur et catcheur (lutteur professionnel) québécois.

## Biographie
Paul Vachon naît le 7 octobre 1937 à Montréal dans la province de Québec au Canada.
Il est le frère du lutteur Maurice « Mad Dog » Vachon et de la lutteuse Viviane Vachon (en) et le père adoptif de la lutteuse Luna Vachon,.

### Jeunesse et carrière
Paul Vachon est l'un des treize enfants de Ferdinand Vachon, un policier de Montréal. Suivant les traces de son frère Maurice « Mad Dog », Paul Vachon entre dans le monde de la lutte professionnelle en 1957.
Il fait équipe avec son frère Maurice et participe au AWA World Tag Team Championship. Ils remportent le championnat une première fois en 1969, et de nouveau en 1971.
Il a aussi combattu à la Mid-Atlantic Championship Wrestling, fédération de Jim Crockett au milieu des années 1970 ayant notamment une rivalité importante avec Wahoo McDaniel, Paul Jones et Rufus R. Jones. 
Butcher Vachon a aussi participé à la World League, ancêtre du G1 Climax actuel, en 1976 où il a notamment affronté Pedro Morales ou encore Seiji Sakaguchi.

### Retraite
Paul Vachon prend sa retraite en 1985. Trois ans plus tard, lors des élections fédérales de 1988, il est choisi comme candidat du NPD dans la circonscription de Brome—Missisquoi. Il l'est à nouveau lors des élections fédérales de 1993 et lors d'une élection partielle en février 1995,.
Paul Vachon meurt le 29 février 2024 à Richmond (Vermont), à l’âge de 86 ans,,.

## Palmarès et accomplissements
- 50th State Big Time Wrestling
  - 1 fois NWA Hawaii Tag Team Champions avec Hard Boil Haggerty
- American Wrestling Association
  - 1 fois AWA Midwest Tag Team Champions avec Maurice Vachon
  - 1 fois AWA World Tag Team Champions avec Maurice Vachon
- Eastern Township Wrestling Association
  - 1 fois ETWA Heavyweight Champion
- Mid-Atlantic Championship Wrestling
  - 1 fois NWA Southern Tag Team Champions avec Maurice Vachon
- Mid-South Sports
  - 1 fois NWA Georgia Tag Team Champions avec Stan Vachon
  - 5 fois NWA Southern Tag Team Champions avec Louis Tiller (2) et Stan Vachon (3)
  - 1 fois NWA World Tag Team Champions avec Maurice Vachon
- NWA Hollywood Wrestling
  - 1 fois NWA Americas Tag Team Champions avec Chavo Guerrero Sr.
- Southwrest Sports Inc.
  - 2 fois NWA Texas Tag Team Champions avec Maurice Vachon (1) et Ivan The Terrible (1)
- Stampede Wrestling
  - 3 fois NWA Canadian Tag Team Champions avec Maurice Vachon
  - 3 fois NWA International Tag Team Champions avec Maurice Vachon

## Publications
- (en) When Wrestling Was Real : Memories and True Stories, vol. 1 : "The Early Years", Vermont Civil War Enterprises, 2003, 148 p.
- (en) When Wrestling Was Real : Memories and True Stories, vol. 2 : "The Territories & Japan", Vachon, 2006, 143 p.
- (en) Paul Vachon, Dana Dunnan, Judy Dunnan, Dee Vachon, Wrestling with the Past : Life In and Out of the Ring, 2012, 310 p.